# Betty Gilpin
Betty Gilpin, nome completo Elizabeth Folan Gilpin (New York, 21 luglio 1986), è un'attrice statunitense.

## Biografia
Nata a New York, figlia degli attori Jack Gilpin e Ann McDonough. È cresciuta a South Street Seaport nel quartiere di Manhattan. Nel 2004 si è diplomata alla Loomis Chaffee School e successivamente ha studiato alla Fordham University.

### Carriera
Ha iniziato la sua carriera ottenendo piccoli ruoli in numerose serie televisive, tra cui Fringe, Law & Order: Criminal Intent e The Unusuals - I soliti sospetti. Ottiene popolarità grazie al ruolo della dottoressa Carrie Roman nella serie televisiva Nurse Jackie - Terapia d'urto, interpretato dal 2013 al 2015.
Il suo debutto cinematografico avviene nel 2008 con il film Death in Love, di Boaz Yakin. Successivamente ha partecipato ad altre pellicole, tra cui Ghost Town e True Story. La popolarità arriva grazie al ruolo di Debbie "Liberty Belle" Eagan nella serie di Netflix GLOW, incentrata su un gruppo di lottatrici di wrestling. Per la sua interpretazione in GLOW ha ottenuto due candidature ai Primetime Emmy Awards come miglior attrice non protagonista in una serie commedia.
Nel 2019 ha recitato nella commedia Non è romantico?, nella commedia d'azione Stuber - Autista d'assalto e in The Hunt.

### Vita privata
Dal 2016 è sposata con l'attore Cosmo Pfeil.

## Filmografia

### Cinema
- Death in Love, regia di Boaz Yakin (2008)
- Ghost Town, regia di David Koepp (2008)
- Beach Pillows, regia di Sean Hartofilis (2014)
- Take Care, regia di Liz Tuccillo (2014)
- True Story, regia di Rupert Goold (2015)
- Future '38 , regia di Jamie Greenberg (2017)
- Non è romantico? (Isn't It Romantic), regia di Todd Strauss-Schulson (2019)
- Qua la zampa 2 - Un amico è per sempre (A Dog's Journey), regia di Gail Mancuso (2019)
- Stuber - Autista d'assalto (Stuber), regia di Michael Dowse (2019)
- The Grudge, regia di Nicolas Pesce (2020)
- The Hunt, regia di Craig Zobel (2020)
- Coffee & Kareem, regia di Michael Dowse (2020)
- La guerra di domani (The Tomorrow War) regia di Chris McKay (2021)

### Televisione
- New Amsterdam – serie TV, 1 episodio (2008)
- Fringe – serie TV, 1 episodio (2008)
- Law & Order: Criminal Intent – serie TV, 2 episodi (2006-2009)
- The Unusuals - I soliti sospetti (The Unusuals) – serie TV, 1 episodio (2009)
- Law & Order - I due volti della giustizia (Law & Order) – serie TV, 1 episodio (2009)
- Possible Side Effects – film TV (2009)
- Past Life – serie TV, 1 episodio (2010)
- The Good Wife – serie TV, 1 episodio (2010)
- Futurestates – serie TV, 1 episodio (2010)
- Medium – serie TV, 1 episodio (2010)
- Law & Order - Unità vittime speciali (Law & Order: Special Victims Unit) – serie TV, 1 episodio (2012)
- Nurse Jackie - Terapia d'urto (Nurse Jackie) – serie TV, 34 episodi (2013-2015)
- The Walker – serie TV, 8 episodi (2015)
- The Mysteries of Laura – serie TV, 1 episodio (2015)
- Mercy Street – serie TV, 2 episodi (2016)
- Masters of Sex – serie TV, 9 episodi (2016)
- Elementary – serie TV, 4 episodi (2016)
- Dream Team, regia di Marc Buckland – film TV (2016)
- American Gods – serie TV, 2 episodi (2017)
- GLOW – serie TV, 30 episodi (2017-2019)
- Gaslit – serie TV, 8 episodi (2022)
- Mrs. Davis, regia di Owen Harris, Alethea Jones e Frederick E. O. Toye – miniserie TV (2023)
- Three Women – serie TV, 10 episodi (2024)
- American Primeval – miniserie TV, 6 puntate (2025)

## Doppiatrici italiane
Nelle versioni in italiano delle opere in cui ha recitato, Betty Gilpin è stata doppiata da:
- Barbara De Bortoli in Law & Order - Unità vittime speciali, GLOW, Qua la zampa 2 - Un amico è per sempre
- Domitilla D'Amico in Nurse Jackie - Terapia d'urto, American Gods, Stuber - Autista d'assalto
- Francesca Manicone in The Grudge, Coffee & Kareem, Gaslit, American Primeval
- Selvaggia Quattrini in The Good Wife, The Mysteries of Laura
- Michela Alborghetti in Fringe
- Eleonora Reti in Masters of Sex
- Chiara Gioncardi in Elementary
- Rossella Acerbo in Non è romantico?
- Claudia Catani in The Hunt
- Eva Padoan in La guerra di domani